# Fred Phelps
Fred Phelps, né le 13 novembre 1929 à Meridian, dans le Mississippi, aux États-Unis, et mort le 19 mars 2014 à Topeka, au Kansas, aux États-Unis, est un avocat et pasteur baptiste indépendant fondamentaliste américain, fondateur du site God hates fags (« Dieu déteste les pédés »). Cet homme est connu pour ses prises de positions homophobes. Il a créé et dirigé jusqu'à sa mort la Westboro Baptist Church.

## Biographie
Il a commencé ses études à l'Université Bob Jones en 1947, mais a abandonné après une année . En 1948, il a déménagé en Californie pour étudier au Pasadena City College à Pasadena.
En novembre 1955, il a fondé l'église baptiste de Westboro à Topeka, Kansas, une église baptiste indépendante fondamentaliste.
Il a étudié le droit à l'Université Washburn, a obtenu un diplôme en 1964 et a fondé le cabinet d'avocats Phelps Chartered .

### Militantisme anti-LGBT
Le jour des funérailles de Matthew Shepard, jeune homme assassiné en 1998 en raison de son homosexualité, il défile près de l'église où a lieu la cérémonie en scandant avec ses partisans des slogans homophobes. Peu après l'événement, Fred Phelps déclare qu'il souhaite inaugurer une stèle de 2 mètres de haut qui porterait une photo du jeune gay assassiné avec l’inscription « Matthew Shepard est entré en enfer le 12 octobre 1998 pour avoir défié la loi de Dieu ».
Pendant le mandat de George W. Bush (2001-2009), il est très critique envers le "laxisme" de l'administration : selon lui, l'enlisement de l'armée américaine en Irak est une punition divine pour la trop grande tolérance de l'Amérique envers les homosexuels.
Après les attentats du 11 septembre 2001, lui et les membres de sa communauté religieuse diffusent le slogan « Thank God for 9/11 », considérant qu'il s'agit là d'un châtiment de Dieu contre la dépravation morale de la société américaine.
En plus des manifestations que Phelps organise avec ses partisans - principalement des membres de sa propre famille immédiate - pour perturber des Gay Pride, des événements politiques et universitaires, des spectacles, comme la pièce et le film Le Projet Laramie, le révérend s'oppose à d'autres groupes chrétiens traditionnels qu'il accuse de ne pas respecter leur devoir sacré d'avertir les réprouvés de la colère de Dieu. 
Jusqu'à sa mort, il continue de faire face à de nombreux procès et démêlés juridiques - dont certains se rendent en Cour suprême des États-Unis - et subit une opposition presque universelle de tous les groupes religieux, partis politiques, médias, comme du grand public. Les lois adoptées dans le but précis de limiter ses activités perturbatrices, tant au fédéral que dans certains États, restent limitées dans leur efficacité en raison des protections constitutionnelles accordées à Phelps par le Premier amendement de la Constitution des États-Unis.

## Postérité
Bien que Phelps soit mort en 2014, la Westboro Baptist Church reste en opération et manifeste régulièrement devant des salles de cinéma, des universités, des édifices du gouvernement et d'autres lieux à Topeka et ailleurs en Amérique. Cette organisation religieuse est toujours reconnue comme un groupe haineux par la Anti-Defamation League et le Southern Poverty Law Center.

## Sources
1. ↑  Phelps' life turned from brilliance to hatred, Topeka Capital Journal, March 20, 2014 (archives search); retrieved September 28, 2016.
2. ↑   W.V. Fitzgerald, « Interview with Westboro Baptist Church: Hate in the Name of God », DigitalJournal.com,‎ 16 juin 2010 (lire en ligne, consulté le 20 juin 2010)
3. ↑  Joe Taschler et Steve Fry, « Phelps' Law Career Checkered » [archive du 1er janvier 2013], sur The Topeka Capital-Journal, 3 août 1994 (consulté le 10 décembre 2012)
4. ↑  Les déboires de Fred Phelps
5. ↑  Décès du pasteur homophobe Fred Phelps; La Presse.ca, 21 mars 2014